# Battistelli Mauricio
Battistelli Mauricio. Artista plástico, nació el 15-05-1952 en el pueblo de Mendeville, Provincia de Buenos Aires, Argentina. Adquirió la nacionalidad italiana por sus padres nacidos en Le Marche, Italia. 

Su obra se expresa a través de la pintura (paisajista), el retrato (en birome, óleo, acrílico), la escultura y el muralismo. Desarrolló un estilo hiperrealista mágico. "Su pintura llega a ser un realismo mágico, con una paleta de colores cálidos, que da a su obra una magia muy especial". (Florencio Laseca, Director de Cultura de Pinamar, Provincia de Buenos Aires, Argentina 1980/81).   

## Biografía
Desde muy temprana edad el dibujo era su pasión.  En su paso por el servicio militar obligatorio fue designado para crear la insignia, escudo y bandera de la compañía de Ceremonial de la Escuela Mecánica de la Armada Argentina. 

Se relacionó con artistas plásticos, Pérez Celis, Jorge Duarte, Salvador Costanzo, Mariano Muraca, Laseca Anton, Guillermo Pereyra, donde adquirió conocimientos de cada uno de ellos. 

Participó en exposiciones en los cinco continentes cosechando una importante cantidad de premios y reconocimientos.  * pag. 22-23-24-25.

## Exposiciones
Realizó más de 350 exposiciones en países de los cinco continentes.

## Premios
- Obtiene el 1º Premio de Honor del Concurso Internacional Artexpresión 2003 Miami, con la obra "Bronca".  pag.33
- 2003. Participa en el evento “La Pintura más larga del Mundo” realizada en Buenos Aires durante el año 2003, logrando este evento el Record Guinness (Guinness World Records). Battistelli pinta la obra “Peace for all the world”. Su obra es seleccionada por las autoridades organizadoras y se designa la misma para el Gobierno de la República de Cabo Verde.  El Primer Ministro José María Neves lo invita a realizar un intercambio cultural con artistas, escritores, autoridades de la cultura y gubernamentales en la República de Cabo Verde – África.
- 2006 en la Galería Art & Artists, Miami Estados Unidos, obtiene el Primer Premio de Honor y Medalla de Oro en el Concurso Internacional Emociones Visuales en Miami, Estados Unidos, con la obra "Buenos Aires, construyendo el futuro“; la misma es portada del libro "De Buenos Aires al Mundo".
- 2006. El Ateneo Poético Argentino en su 56° Aniversario en el Café Tortoni le otorga Diploma de Honor
- 2010. En la Bolsa de Comercio de Buenos Aires el Grupo 56 lo distingue entregándole el Premio “Por su gran aporte al Arte y la Cultura Argentina”.  Archivado el 12 de octubre de 2018 en Wayback Machine.
- 2011. Asolapo (Asociación Latinoamericana de Poetas, Escritores I Artistas) le entrega el Premio “Distinguido por su Trayectoria Cultural”, en abril de 2011.
- 2012. Recibe el Premio “Excelente” en el XIII Salón Internacional Verano - BCM ART Gallery, Barcelona, España. Recibe el 2º Premio al “Color y la Luz” en el XIII Salón Internacional Invierno Salón Latinoamericano, Galería Esart, Barcelona, España
- 2013. Recibe el Premio de Honor Greci Marino en Barcelona, España; otorgado por la Accademia Internazionale "Greci, Marino" Accademia del Verbano di Lettere, Arti, Scienze - Italia.
- Ese mismo año recibe el Premio “Sobresaliente a su carrera artística” y Medalla en el XXIV Saló D´Hivern D´Artistes Emergents en Barcelona, España.
- 2016. Recibe el Premio Diploma y Medalla de Oro de la Federació D´Associacions de Comerc i Entitats del Raval (Leix Comercial del Raval – Barcelona – España).

## Proyectos
- Creador y Director del portal AmigosDeLasArtes.com.ar Archivado el 12 de octubre de 2018 en Wayback Machine., dedicado exclusivamente a difundir novedades del arte y la cultura.
- En el 2002 es socio fundador de la Asociación Civil Amigos de las Artes. com.ar, en el 2005 es designado para que ocupe el cargo de Presidente de la Asociación.
- Invitado a realizar un intercambio cultural por el Primer Ministro de Cabo Verde (marzo de 2004), con artistas, escritores, autoridades de la cultura y de gobierno en la República de Cabo Verde – África.
- Pasaje Amigos De Las Artes en el barrio de Villa Luro, Ciudad de Buenos Aires, Argentina.  Archivado el 12 de octubre de 2018 en Wayback Machine. ley 1120]
- Proyecto Arte Libertad. Pinturas y poemas son expuestos en los cinco continentes en los viajes de la Fragata Libertad. * pag. 54-55-56-57 pag. 48-49-50-51-52-53-54-55.  Se desarrolló durante los años 2007 - 2008 - 2016 – 2017 - 2018.[1]
- Proyecto Desayunos de Arte: Intercambios de ideas entre artistas plásticos que se desarrollan en la Universidad de Ciencias Empresariales y Sociales.

## Libros
Editó los libros “De Buenos Aires al Mundo”, el CD-Libro “Navegando de Buenos Aires al Mundo”, el libro “Navegando de Buenos Aires a Oriente”. Con la colaboración de la escritora Elena Kohen (Premio Mujeres Notables 2004). 

Ilustró el libro Amanecer en Poemas de la Escritora Elena Kohen. 